# Sylvie Boisvert
Pour les articles homonymes, voir Boisvert.
Sylvie Boisvert est une athlète canadienne, née le 6 décembre 1962, adepte de la course d'ultrafond et détentrice de plusieurs records canadiens.

## Biographie
Sylvie Boisvert est détentrice de cinq records canadiens, notamment des 24 heures en 2007 avec 185,7 km et deux fois aux 48 heures de Surgères en 2009 et 2010 avec 265 puis 280 km. Elle est également engagée dans des actions de bienfaisance.

## Records personnels
Statistiques de Sylvie Boisvert d'après la Deutsche Ultramarathon-Vereinigung (DUV) :
- Marathon : 3 h 27 min 40 s au marathon des Deux-Rives en 2012[3],[4],[5]
- 50 km route : 4 h 31 min 40 s aux 100 km Chancellor Challenge, États-Unis, en 2000 (50 km split)
- 100 km route : 10 h 7 min 56 s aux 100 km de l'Ultramarathon Levis, Canada, en 2002
- 6 heures piste : 60,790 km au championnat provincial des 6 h à Rivière-du-Loup en 2009
- 12 heures route : 107,815 km aux 12 h de Joe Kleinerman de Crocheron Park, États-Unis, en 2008
- 24 heures route : 185,672 km aux championnats du monde des 24 h de Drummondville en 2007
- 48 heures piste : 280,326 km aux 48 h pédestres de Surgères en 2010[6],[7],[8]
- 6 jours route : 579,363 km aux 6 j Race Self-Transcendence de New York en 2013[9],[1]